# C.G. Jung-Institut Zürich
El C.G. Jung-Institut Zürich o Instituto C.G. Jung de Zúrich, ubicado en Hornweg 28, Küsnacht, Suiza, fue fundado el 24 de abril de 1948 como un instituto para la formación e investigación en psicología analítica y psicoterapia.

## Historia
C.G. Jung le dio la forma legal de una fundación no lucrativa, dedicándose a él hasta su muerte en 1961. Hoy en día el Instituto sigue enfocado en la formación de analistas junguianos y psicoterapeutas. Las enseñanzas de Jung continúan siendo desarrolladas y complementadas con las conclusiones relevantes de la investigación actual. Con el tiempo, el Instituto se ha convertido en un lugar de encuentro internacional para estudiantes, investigadores y profesores, un lugar que invita a la contemplación y al intercambio de experiencias.
La biblioteca del instituto contiene alrededor de 15.000 libros y publicaciones sobre psicología analítica.